# Jan Cossiers
Jan Cossiers talvolta indicato come Jan Caussiers, Jan Coetsiers, Jan Cotsiers e Jan Coutsiers (Anversa, 15 luglio 1600 – Anversa, 4 luglio 1671) è stato un pittore e disegnatore fiammingo.

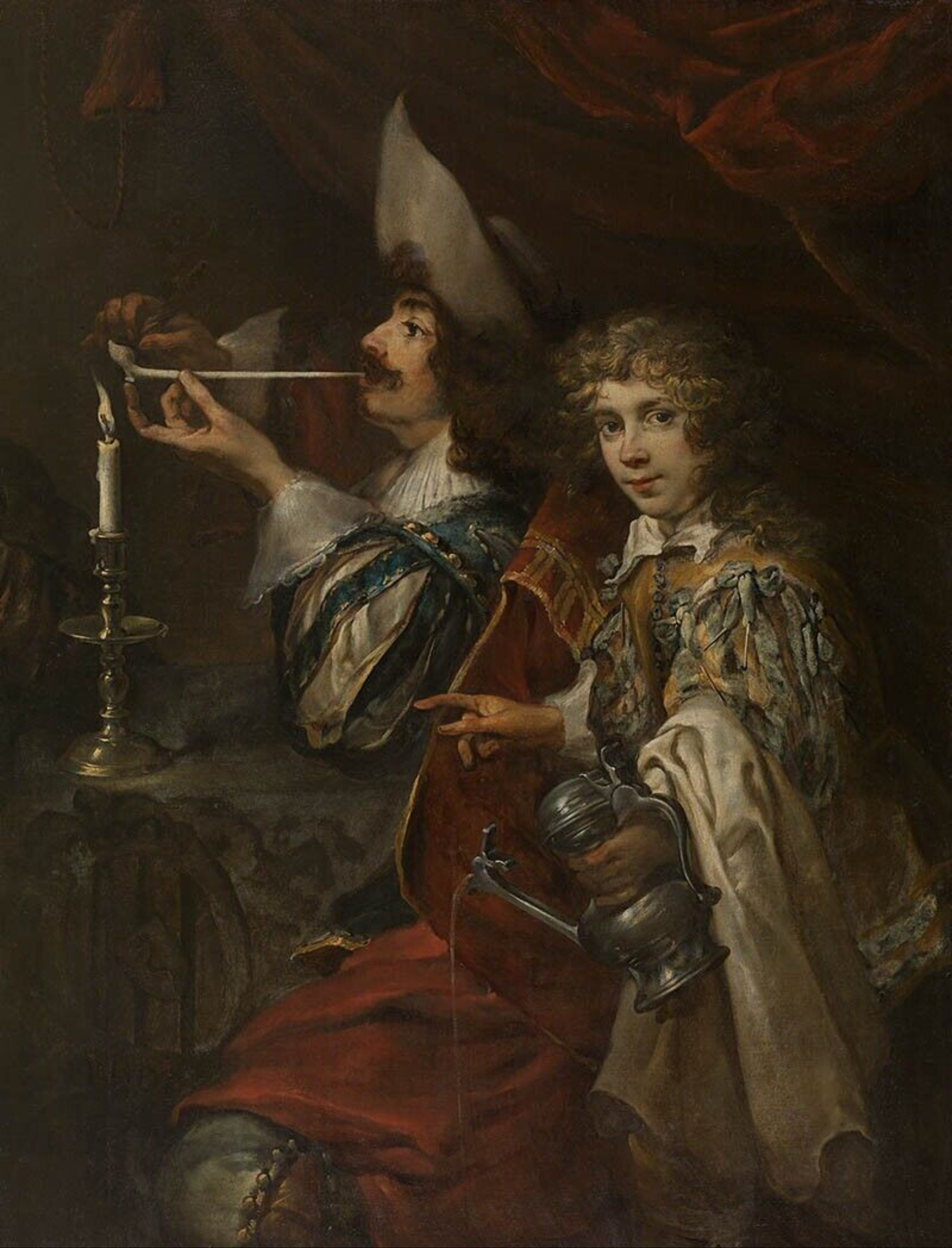
Il fumatore

Le prime opere dei Cossiers furono pitture di genere  Caravaggista raffiguranti scene di gente del popolo. Più tardi nella sua carriera dipinse per lo più pittura storica e soggetti religiosi oltre ai ritratti. Fu uno dei pittori preminenti ad Anversa dopo Peter Paul Rubens, morto nel 1640, e uno dei più originali coloristi del XVII secolo nelle Fiandre.

## Biografia
Era figlio di Antoon, un acquerellista,  e di Maria van Cleef. Fu battezzato nella Cattedrale di Anversa il 15 luglio 1600. Ricevette le basi dell'arte pittorica da suo padre e poi si trasferì nella bottega del noto ritrattista e pittore di scene storiche Cornelis de Vos.

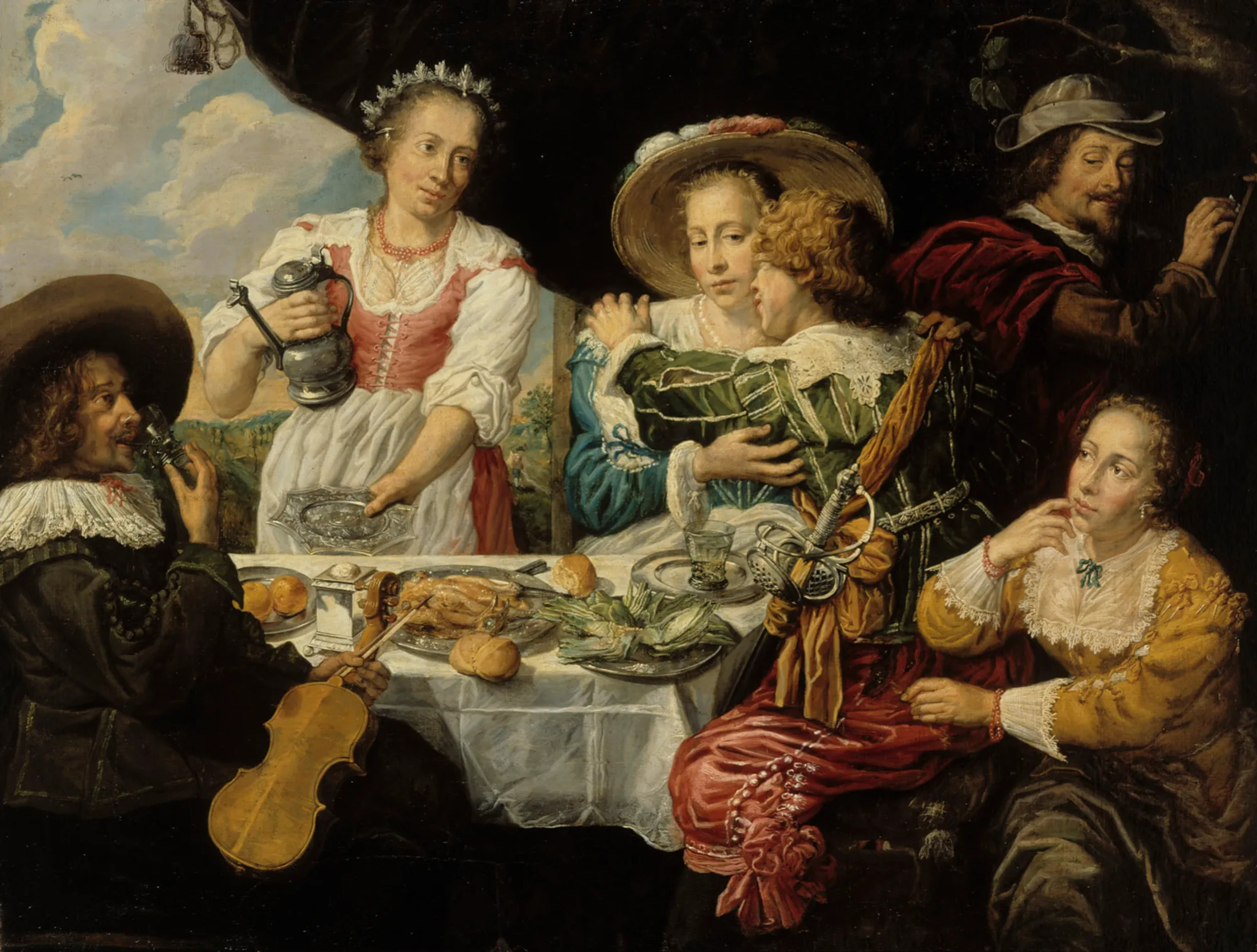
La parabola del figliol prodigo

Nel 1623 si recò ad Aix-en-Provence in Francia, dove studiò con il pittore Abraham de Vries. Visitò Roma dove risultava presente nel 1624. A Roma, probabilmente, ebbe modo di vedere il lavoro del Caravaggio, che ebbe un'influenza importante sul suo stile pittorico. Tornò ad Aix-en-Provence, nel 1626, dove incontrò Nicolas-Claude Fabri de Peiresc, il famoso umanista e amico intimo di Peter Paul Rubens e questi lo raccomandò a Rubens. Incontrò anche altri pittori fiamminghi e olandesi come Simon de Vos e Johan Geerlof come mostrato nel dipinto di Simon de Vos, Riunione di fumatori e bevitori. Si ritiene che in questo ritratto si mostrino i tre amici artisti che fumano e bevono insieme durante il loro soggiorno ad Aix-en-Provence.
Fece ritorno ad Anversa nel 1627 e negli anni seguenti venne ammesso, come maestro, alla Corporazione di San Luca. È possibile che per un breve periodo sia stato nella bottega di Rubens. Apparentemente Rubens lo aveva scelto per accompagnarlo a Madrid nel 1628 ma suoi genitori si erano opposti all'idea. Nel 1630 sposò Joanna Darragon nella Chiesa di San Giacomo ad Anversa. Nel 1640 divenne il decano della Corporazione di San Luca. Il 26 luglio dello stesso anno si sposò, per la seconda volta, con Maria van der Willigen. Fu eletto più volte come "consulente" della "Sodaliteit der getrouwden", una fraternità per uomini sposati fondata dalla Compagnia di Gesù.

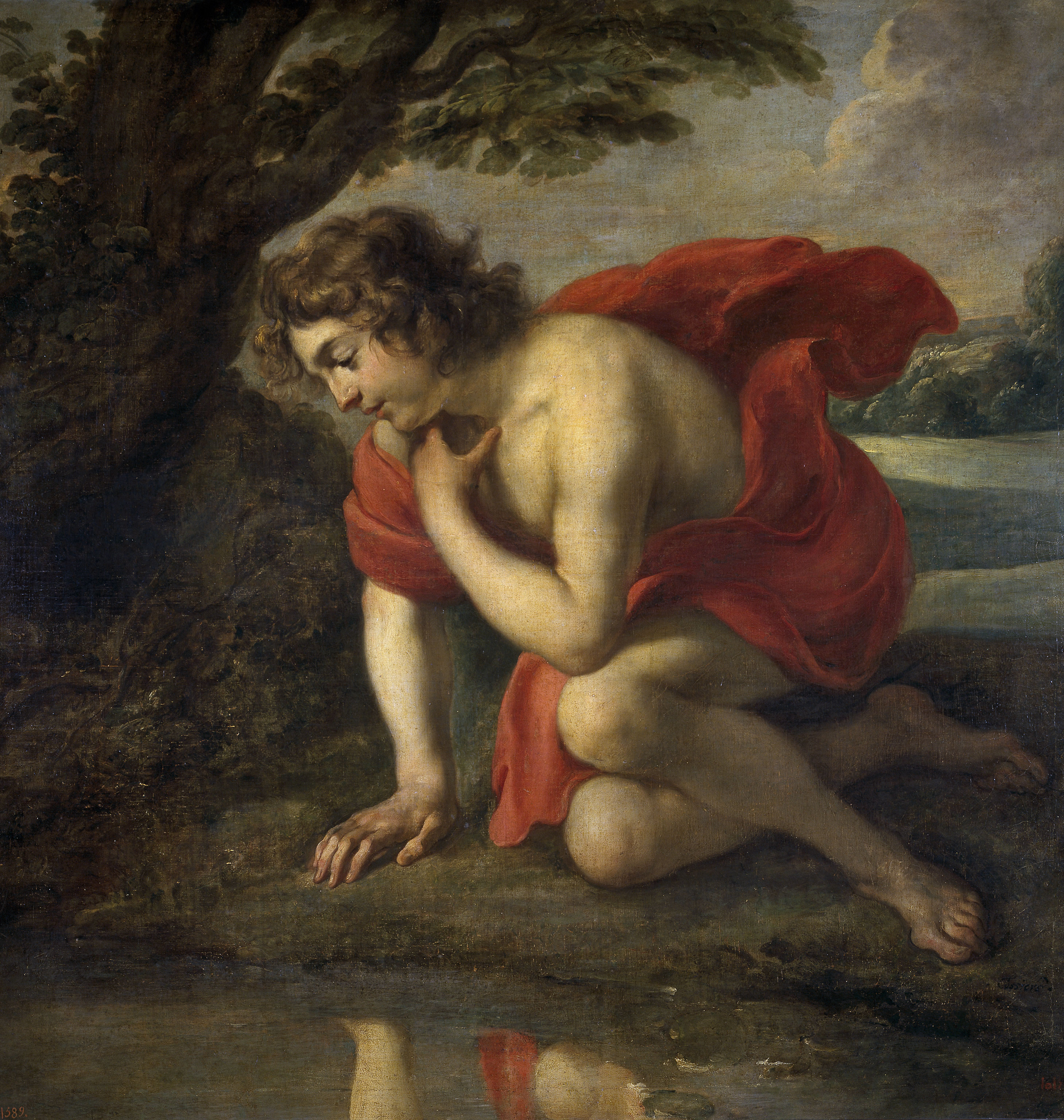
Narciso

Negli anni 1630 fu in grado di ottenere una serie di grosse commissioni grazie all'intervento di Rubens. Assistette Rubens nel 1635 nelle decorazioni per la Gioiosa Entrata del Cardinale Infante Ferdinando che avuto la gestione complessiva di questo progetto. Successivamente assistette Rubens nella decorazione della Torre de la Parada, un padiglione di caccia di Filippo IV di Spagna vicino a Madrid. Dipinse diverse scene di argomento mitologico su disegni di Rubens. Altri artisti di Anversa, come i fratelli Cornelis de Vos e Paul de Vos, parteciparono a questa grande commessa.
Cossiers godette del patronato dei governatori dei Paesi Bassi meridionali Cardinale Infante Ferdinando e Leopoldo Guglielmo d'Austria. Dopo la morte di Rubens, nel 1640, fu riconosciuto come uno dei principali pittori della storia nelle Fiandre e ricevette molte commissioni di pale d'altare della Controriforma. Fu anche pittore ritrattista della ricca borghesia.
Ebbe molti allievi e tra essi Jan Carel van Bremt, Grée Melsen, Jacques (Jacob) de Langhe, Jacques de l'Ange (che può essere identificato con Jacques de Langhe), Carel van Savoyen e Franciscus van Verbist.

## Opera
Jan Cossiers è stato un artista versatile che ha lavorato in vari generi come ritratti, dipinti di genere e di storia. La carriera di Cossiers ebbe una chiara evoluzione, non dissimile da quella di alcuni suoi contemporanei di Anversa, come Simon de Vos e Theodoor Rombouts.

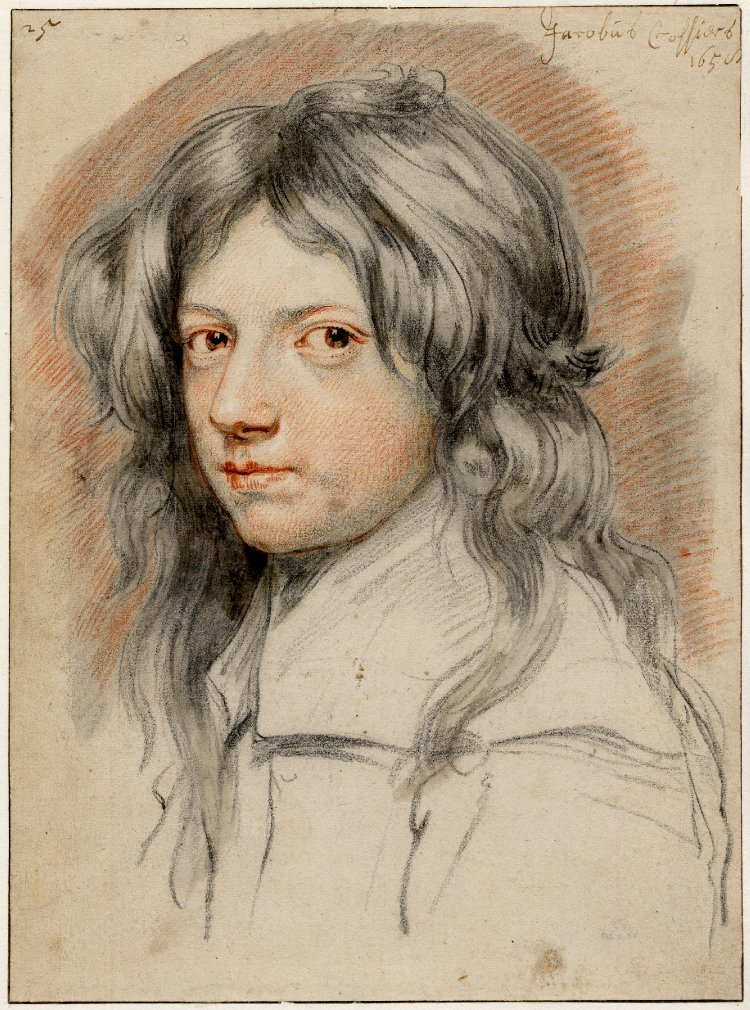
Ritratto di giovane uomo, probabilmente Jacobus Cossiers

Cossiers iniziò come pittore di scene di genere caravaggesche. Le sue prime opere erano rappresentazioni di temi di "bassa vita" come la parabola del figlio prodigo in una taverna, allegre compagnie, fumatori, bevitori, giocatori di carte, giocatori di backgammon, cartomanti, ecc. Alcune di queste opere rivisitano il tema dei cinque sensi diffuso nell'arte di genere fiamminga. Queste prime opere utilizzano i tipici effetti di chiaroscuro caravaggeschi con un'illuminazione drammatica da parte di un'unica fonte di luce in modo da creare effetti drammatici e profondità.
In seguito fu coinvolto nell'esecuzione di composizioni religiose e mitologiche che facevano parte delle grandi commissioni della bottega di Rubens negli anni Trenta del XVI secolo. Dopo la morte di Rubens divenne uno dei principali pittori di pale d'altare delle Fiandre. Le sue opere degli anni 1630 e 1640 erano molto colorate, il che può essere attribuito all'influenza di Rubens.Le sue composizioni di questo ultimo periodo enfatizzano il pathos delle figure attraverso le loro espressioni emotive esagerate e i loro gesti vivaci.
Jan Cossiers si era formato presso grandi ritrattisti come Cornelis de Vos e Abraham de Vries. In questo modo acquisì le conoscenze necessarie per soddisfare la domanda di ritratti individuali e di gruppo della borghesia benestante. I suoi ritratti si caratterizzano per la sensibilità delle sembianze, l'approfondimento psicologico e l'eleganza disinvolta. In Ritratto di gentiluomo (battuto all'asta da Christie's il 19 aprile 2007, New York, lotto 226) Jan Cossiers è stato in grado di ritrarre il carattere sicuro e dignitoso del modello attraverso dettagli come la mano sinistra del modello appoggiata saldamente sulla vita. 
Cossiers disegnò una serie di ritratti dei membri della sua famiglia. Ciascuno dei disegni è numerato in alto a sinistra e la maggior parte di essi identifica il nome del ritrattato ed è datata 1658. La serie è caratterizzata da un trattamento intimo e da effetti particolarmente realistici. I ritratti superstiti raffigurano solo i figli dell'artista e non le sue cinque figlie. Questi ritratti sono eseguiti in modo molto vario e fluido.